# Brno villamosvonal-hálózata
Brno villamosvonal-hálózata (cseh nyelven: Tramvajová doprava v Brně) egy normál nyomtávolságú, 600 V egyenárammal villamosított villamoshálózat Csehország második legnagyobb városában, Brnóban. Tizenegy vonalból áll, a teljes hossza 70,4 km. A város első villamosa 1869. augusztus 17-én indult el mint lóvasút. Jelenleg a brnói az ország második leghosszabb hálózata a prágai után.

## Járművek
| Kép | Típus          | Altípusok                                               | Pályaszám | Forgalomban |
| --- | -------------- | ------------------------------------------------------- | --- | ----------- |
|     | Tatra T3       | Tatra T3G Tatra T3R Tatra T3P Tatra T3R.EV Tatra T3R.PV | 1604, 1606-1608, 1611, 1613, 1614, 1619, 1631, 1634, 1639, 1640, 1651, 1652 1661-1668 1564, 1576, 1583, 1587, 1589, 1595, 1620, 1628, 1629, 1632, 1633 1531, 1560, 1562, 1569 1517, 1558, 1561, 1603, 1653-1658 | 46          |
|     | Tatra K2       | Tatra K2R.03-P Tatra K2P                                | 1049, 1080 | 2           |
|     | Tatra KT8D5    | Tatra KT8D5N Tatra KT8D5R.N2P                           | 1701-1705, 1708-1711, 1713-1716, 1719, 1720, 1722-1728, 1736-1738 1729-1735 | 32          |
|     | Tatra T6A5     | Tatra T6A5                                              | 1201-1248 | 48          |
|     | Škoda 03T      | Škoda 03T                                               | 1805-1821 | 17          |
|     | Tatra K3R-N    | Tatra K3R-N                                             | 1751-1754 | 4           |
|     | Škoda 13T      | Škoda 13T                                               | 1901-1949 | 49          |
|     | VarioLF        | VarioLFR.E                                              | 1497, 1523, 1530, 1539, 1541, 1551, 1553-1557, 1567, 1573-1575, 1580, 1582, 1584, 1586, 1590, 1592, 1596-1599, 1601, 1605, 1616, 1617, 1626, 1627, 1630                                                         | 32          |
|     | VarioLF2       | VarioLF2R.E                                             | 1069, 1072, 1078, 1082-1084, 1088, 1090, 1092-1094, 1096, 1098-1103, 1106, 1108-1110, 1112, 1114, 1117, 1120, 1126-1128, 1130-1132                                                                              | 32          |
|     | Pragoimex EVO2 | Pragoimex EVO2                                          | 1822-1847 | 26          |
|     | Škoda 45T      | Škoda 45T                                               | 1760-1764 | 5           |

## Viteldíj
A villamosok az IDS JMK integrált közlekedési rendszerhez tartoznak, így az autóbuszokkal, trolibuszokkal és vonatokkal közös tarifarendszer szerint vehetőek igénybe.

## Vonalak
A táblázat a járatok normál forgalmi rend szerinti végállomásait mutatja. Vágányzár esetén terelt, vagy rövidített útvonalon közlekedhetnek.
| Viszonylat | Végállomások           | Végállomások                                 |
| ---------- | ---------------------- | -------------------------------------------- |
| 1          | Řečkovice              | Pisárky                                      |
| 2          | Židenice, Stará osada  | Modřice, smyčka                              |
| 3          | Židenice, Stará osada  | Bystrc, Rakovecká                            |
| 4          | Náměstí Míru           | Obřany, Babická                              |
| 5          | Štefánikova čtvrť      | Mendlovo náměstí (– Ústřední hřbitov-smyčka) |
| 6          | Královo Pole, nádraží  | Starý Lískovec                               |
| 7          | Lesná, Čertova rokle   | Juliánov                                     |
| 8          | Líšeň, Mifkova         | Starý Lískovec                               |
| 9          | Lesná, Čertova rokle   | Juliánov                                     |
| 10         | Stránská skála, smyčka | Nové sady, smyčka (– Švermova)               |
| 11         | Lesná, Čertova rokle   | Bystrc, Rakovecká                            |
| 12         | Komárov                | Technologický park                           |